# El Bracho
El Bracho es una localidad argentina ubicada en el departamento Cruz Alta de la provincia de Tucumán. Se encuentra 500 m al sur de la ruta provincial 321, y 2 km al oeste de la ruta nacional 9.
No hay certezas, pero el nombre devendría del árbol conocido como quebracho.
Uno de sus primeros dueños fue la familia García Valdez, pero su titular más relevante fue la Compañía Azucarera Tucumana (CAT), propietaria de 7 ingenios y que utilizaba estas tierras para el cultivo de caña de azúcar. En 1910 se inauguró una estación de ferrocarril, para el transporte de la caña de azúcar hacia los ingenios. En 1936 se inauguró el hospital. El pueblo en sí nació en 1949, cuando la CAT loteó varias de sus tierras, ya con escuela, plaza, juzgado de paz, templo católico y comisaría. La caída de la actividad del ferrocarril sumió en el letargo la actividad del poblado.
Sobre la Ruta Nacional 9 se encuentra una Central Térmica de generación de energía eléctrica, la cual aporta un 6% de la energía del sistema nacional. Alrededor de esta central se encuentran algunos loteos que marcan una tendencia del pueblo a desarrollarse sobre la Ruta 9.

## Población
Cuenta con 613 habitantes (Indec, 2010), lo que representa un incremento del 31% frente a los 466 habitantes (Indec, 2001) del censo anterior.
| Gráfica de evolución demográfica de El Bracho entre 1991 y 2010 |
|                                                                 |
| Fuente: Censos nacionales del INDEC                             |